# سیارک ۲۷۵۰۲
سیارک ۲۷۵۰۲ (به انگلیسی: 27502 Stephbecca، نامگذاری:2000GR137) بیست و هفت هزار و پانصد و دومین سیارک کشف شده‌است که در ۳ آوریل ۲۰۰۰ کشف شد.